# Golgi-peeslichaam
Golgi-peeslichaampjes zijn proprioceptieve receptoren die zich bij skeletspieren bevinden nabij de overgang van spierweefsel naar pees. Ze komen ook voor in alle andere bindweefselvliezen.
Golgi-peeslichaampjes moeten worden onderscheiden van de golgikleuring en het golgiapparaat, een organel in eukaryote cellen.
De golgi peeslichaampjes geven signalen door aan de hersenen over de rek in pezen. Daardoor wordt de maximale uitslag van een pees onbewust gecontroleerd. Blessures worden zo voorkomen, reflexmatig. Indien de pees overrekt raakt door een te grote strekking van de pees heeft de pees ten minste twee dagen rust nodig om te herstellen. Ze zijn even niet in staat de juiste signalen te geven. Ernstiger blessures, zoals een scheuring van de pees kunnen in de hersteltijd optreden. De eerste verrekking hoeft geen grote klachten te geven, maar een tweede ernstiger verrekking ligt in de eerste dagen op de loer. Hersteltraining is in die periode aan te raden, zonder excentrische krachten op de pees. Fietsen is het advies. 

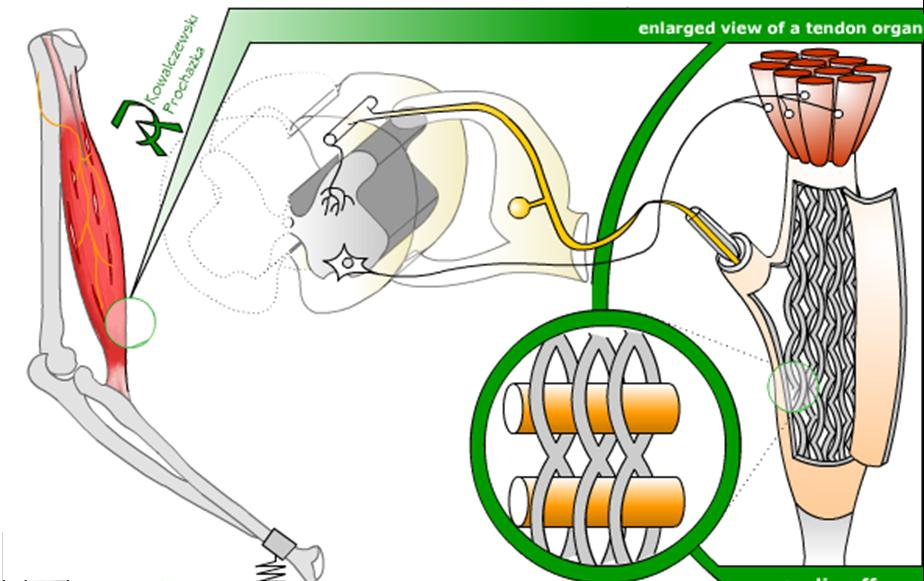
Golgi-peeslachaampje van een zoogdier met de typische positie in een spier (links), neuronale verbindingen in het ruggenmerg (midden) en een uitvergroot schema (rechts). Het Golgi-peeslachaampje is een rekreceptor die de door de spier ontwikkelde kracht signaleert. De sensorische uiteinden van de Ib-afferent zijn verweven tussen de musculotendineuze strengen van 10-20 extrafusale spiervezels.
) Zie een animatie versie:.